# Tanya Denali
Tanya é uma personagem fictícia da série Twilight da escritora estadunidense Stephenie Meyer. Aparece apenas no último livro da saga, Amanhecer, quando vai juntamente de seu clã ao casamento de Bella e Edward. Ela retorna no final do romance para servir de testemunha dos Cullen contra os Volturi. No cinema, Tanya será interpretada por MyAnna Buring.

## História pessoal
Tanya é uma vampira, uma das "irmãs" originais do Clã Denali e uma das criadoras do mito de Succubus. A mãe e criadora de Tanya e das suas irmãs, Sasha, foi morta pelos Volturi após uma acusação confirmada de ter criado uma criança imortal, Vasilii. Tanya e as suas irmãs Kate e Irina saíram "ilesas" apenas porque Aro pôde verificar nos seus pensamentos que elas não sabiam de nada e eram inocentes. Ela é "vegetariana" e vive um estilo de vida bastante pacífico em Denali, Alasca. Seu clã é formado por suas irmãs Kate e Irina (morta no fim de Amanhecer) e seus amigos, Eleazar e sua companheira Carmen. Posteriormente o nômade Garrett se junta a eles, como parceiro de Kate.  

## Características
Tem os cabelos loiros avermelhados e Bella a descreve como bonita e adorável.
Também é manhosa, provocante, carinhosa, brincalhona e bastante leal  principalmente quando se trata de Edward, gosta de dar apoio moral a ele.

## Relações amorosas

### Edward
Tanya é apaixonada por Edward, seus sentimentos são descritos como "Nada puros" ela gosta de flertar e provocar Edward com seus pensamentos, mostrando imagens de suas milhares de conquistas anteriores, alem disso Tanya sempre age de maneira carinhosa e manhosa com Edward. A personagem tem uma pequena participação na versão de Edward de Twilight, o livro não-publicado Midnigh Sun, onde é possível observar seu amor por ele e a dor da rejeição. Apesar de amar Edward, ela comparece ao seu casamento e mostra uma adoração por Bella, juntamente de uma promessa destas ficam amigas. Tanya é descrita em várias fanfics como antagonista.